# الشرجة (ردفان)

تعديل مصدري - تعديل

الشرجة هي إحدى قرى عزلة الحبيلين بمديرية ردفان التابعة لمحافظة لحج، بلغ تعداد سكانها 203 نسمة حسب تعداد اليمن لعام 2004.